# Evelis Aguilar
Evelis Aguilar, född 3 januari 1993, är en friidrottare från Colombia. Hon deltog vid olympiska sommarspelen 2016, olympiska sommarspelen 2020 och olympiska sommarspelen 2024.